# 广通渠

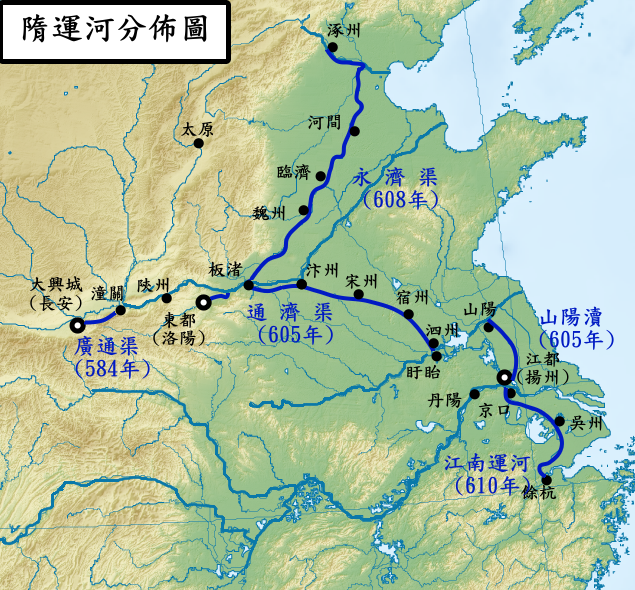
隋唐大运河，以東都洛陽為中心，西沿廣通渠達大興城長安，北由永濟渠達涿州、南經通濟渠、山陽瀆和江南運河達江都、餘杭。

广通渠，又名富民渠、永通渠，是隋唐大运河的組成部分之一，西起隋大興城，東至潼关入黄河，長三百余里，始建于開皇四年（584年），太子左庶子宇文愷设计，蘇孝慈、郭衍督建，三月而通。
漢武帝年間，關東漕糧自渭水入長安，水道彎曲九百餘里。元光六年，令齊人水工徐伯表，悉發卒數萬人費時三年挖通漕渠。引渭為源，始長安地西北，經城南向東，納泬、滻、灞之水，以增水量。漕渠穿霸陵、新豐、鄭縣、華陽，於渭水口與入黃河。東漢光武帝遷都洛陽，長安東糧西運不繼，漕渠失修，遂漸湮廢。
隋文帝楊堅建立隋朝後，定都漢長安城。但當時的長安破敗狹小，於是另建一座新城。開皇二年(582年)，在漢長安城東南龍首塬南面新都，定名為“大興城”。大興城的面積達84平方公里，主要由建築學家太子左庶子宇文愷主持規劃建設，先造大興宮城，後造皇城。開皇三年(583年)在城西側開挖龍首渠、永安渠和清明渠，引滻水、交水、潞水，直通宮城。由於關中所產不足以供京師，要依靠東方諸州的糧食賦稅。又因渭水大小無常，流淺沙深，常阻塞漕運，故於開皇四年命大將郭衍為開漕渠大監，率領水工另開漕渠。自大興城西北引渭水，略循漢代漕渠故道而東，至潼關入黃河，長三百馀里，因渠經渭口廣通倉下，故名廣通渠。又稱富民渠。仁壽四年（604年）改名永通渠。
廣通渠鑿通後，黃河三門峽的砥柱仍阻礙關東的航運，開皇十五年(595年)，隋文帝下詔鑿砥柱，工程艱鉅。煬帝大業七年(611年)砥柱崩坼，導致河水倒流數十里，挖砥柱的工程宣告失敗。
煬帝立，廣通渠再度淤廢。唐朝還都大興城，渭水猶不足用，唐高宗間，常就食洛陽。天寶元載，玄宗命韋堅治渠，二年而成，名曰廣運潭。當年，渠漕山東粟四百萬石。天寶年間，每年水陸運二百五十萬石入關。因灞、滻二水會於漕渠，每夏大雨，輒皆填淤。大曆之後，漸不通舟。
五代以降，長安無復京師。漕渠失修，遂廢。